# Witchblade: Il primo figlio
Witchblade: Il primo figlio (First Born) è il titolo di un ciclo di storie a fumetti in 6 episodi, pubblicato dalla Top Cow Productions in un'omonima miniserie e nei numeri da 110 a 112 della serie regolare di Witchblade, da agosto a novembre del 2007.
Questo arco narrativo che comprende i personaggi principali dell'universo Top Cow; mentre la trama principale si snodava tra le pagine di First Born, su Witchblade venivano proposte vicende parallele legate a quella portante. L'edizione italiana di Panini Comics raccoglie insieme sia la vicenda di First Born che i numeri regolari di Witchblade.

## Trama
Le intere vicende narrate in Witchblade: il primo figlio ruotano intorno all'imminente nascita del figlio di Sara Pezzini. Sara finalmente scopre chi è il padre del bambino e che questo potrebbe sconvolgere definitivamente l'equilibrio della Triade tra Witchblade, Darkness e l'Angelus.

### Il primo figlio: concepimento
"Il primo figlio: concepimento" (in inglese First Born: Conception) è un albo gratuito di 5 pagine distribuito da Top Cow in occasione del Free Comic Book Day nel 2007, dove venivano introdotti i personaggi principali dell'arco narrativo che stava per iniziare: Sara Pezzini, Jackie Estacado, la Magdalena e Danielle Baptiste. I personaggi vengono descritti da Sabine, a capo della schiera dell'Angelus.

### Il primo figlio n.1
L'Angelus, alla ricerca di un ospite, fa irruzione nel nascondiglio dei membri di Cyberforce e si impossessa del corpo di Velocity, ma viene immediatamente scacciata da Cyblade. Intanto Jackie Estacado, alle prese con dei membri della mafia armena che vogliono cacciarlo dalla città, viene attaccato dall'esercito dell'Angelus, il cui capo lo accusa di aver cercato di alterare l'equilibrio della Triade. L'Angelus trova un'ospite ideale in Celestine, la donna che aveva cercato di uccidere Sara Pezzini.

### Witchblade: Volo di angeli
(in inglese Witchblade 110: Flights of Angels).
Danielle Baptiste, ancora confusa dal suo nuovo ruolo come detentrice di Witchblade viene avvicinata dall'Angelus che le propone un'alleanza per sconfiggere Darkness, consegnandole il figlio di Sara Pezzini subito dopo la nascita. Danielle rifiuta e corre ad avvisare Sara, inseguita dall'Angelus e la sua schiera.

### Il primo figlio n.2
Rientrando in casa, Sara Pezzini e Patrick Gleason, suo collega e compagno, trovano ad attenderli Jackie Estacado: il detentore di Darkness confessa alla donna di aver scoperto che il bambino che aspetta è in realtà il figlio di Darkness e Witchblade.Darkness ha posseduto il corpo di Jackie e concepito il figlio con la detentrice dell'Equilibrio per riuscire a sconfiggere una volta per tutte l'Angelus. Prima che Sara riesca a rendersi conto della cosa, Danielle irrompe nell'appartamento, seguita dall'Angelus, che propone a Sara di darle il bambino. Al rifiuto di Sara, l'Angelus ordina ai suoi guerrieri di uccidere tutti. Con l'aiuto di Jackie e Danielle, Sara riesce a fuggire: i tre trovano rifugio in una casa costruita in una grotta, usata una volta dalla famiglia di Jackie. In quel momento Sara inizia ad avere le contrazioni. Mentre l'aiutano a sistemarsi, vengono raggiunti dalla Magdalena.

### Witchblade: Tentazione
(in inglese Witchblade 111: Temptation).
Al termine di una missione nel deserto la Magdalena riceve un messaggio da Sara Pezzini che la esorta a raggiungerla: ferita a morte e impossibilitata a lasciare quel luogo, la donna inizia a vagare nel deserto fino a quando non incontra un emissario di Darkness che le racconta dell'imminente nascita del figlio del suo padrone e della ex detentrice di Witchblade perché, una volta nato il bambino, la Magdalena si schieri dalla parte di Darkness e convinca la madre a consegnare il bambino al suo legittimo padre. L'emissario cura la ferita mortale della Magdalena e questa accetta il patto, ma, una volta arrivati nel luogo in cui si nascondono Sara Pezzini, Jackie Estacado e Danielle, la Magdalena uccide l'ombra e corre in aiuto di Sara.

### Il primo figlio n.3
La nascita del bambino è ormai imminente: Jackie Estacado e la Magdalena combattono contro l'Angelus e la sua schiera che li avevano scovati, mentre Danielle aiuta Sara a partorire. Nasce una bambina, ma Sara muore: in quel momento Witchblade si divide a metà tra Danielle e Sara, riportando in vita quest'ultima. Intanto, il combattimento volge a favore dell'Angelus, che sconfigge la Magdalena e si appresta a uccidere anche Jackie, ma viene interrotta dall'arrivo di Sara e Danielle, entrambe detentrici di Witchblade ora. L'Angelus riesce comunque a mettere le mani sulla bambina, ma questa, mostrando i poteri derivati da Darkness elimina i soldati dell'Angelus e la stessa Celestine con un'onda di energia.
Al termine dell'intera vicenda, Sara decide di chiamare la bambina Hope, come sua nonna: Jackie è d'accordo sul nome e si allontana, chiedendo comunque a Sara di chiamarlo in caso di bisogno. Nell'ultima vignetta si vede anche Celestine, ancora viva, intenta a lavorare come cameriera in una tavola calda.

### Witchblade: Luci e ombre
(in inglese Witchblade 112: Shadows and Lights).
Fuori dalla saga originale di First Born, il numero 112 di Witchblade chiude l'edizione italiana Witchblade: il primo figlio di Panini Comics. Darkness e l'Angelus continuano a cercare di prendere Hope, difesa ora da entrambe le detentrici di Witchblade. Questo numero è il vero preludio a Witchblade: la guerra delle lame stregate.

## Impatto diWitchblade: Il primo figlionell'universo Top Cow
Dall'inizio della saga di Witchblade, Il primo figlio è considerato il principale avvenimento nel mondo dei personaggi Top Cow. Viene accentuato in modo particolare lo scontro di poteri tra la Lama Stregata, Darkness e l'Angelus e i legami tra gli artefatti dell'universo Top Cow. Inoltre, la saga è il punto di partenza per tutte le maggiori saghe Top Cow incentrate sui 13 artefatti, in particolare:
- War of the Witchblades che interiorizza il concetto di guerra tra Darkness e Angelus nella stessa Witchblade.
- Nella serie di Darkness successiva a Il primo figlio cambia radicalmente anche il rapporto tra Jackie e Darkness stesso, cosa che si ritroverà anche in Witchblade: trinità infranta.
- La figura di Hope Pezzini è di fondamentale importanza nell'arco narrativo indipendente Artifacts, che vede per la prima volta insieme tutti gli artefatti dell'universo Top Cow.